# Wahlenbergia bernardii
Wahlenbergia bernardii är en klockväxtart som beskrevs av Leredde. Wahlenbergia bernardii ingår i släktet Wahlenbergia och familjen klockväxter. Inga underarter finns listade i Catalogue of Life.